# Letnie Grand Prix w kombinacji norweskiej 2005
Letnie Grand Prix w kombinacji norweskiej 2005 – ósma edycja LGP w historii kombinacji norweskiej. Sezon składał się z czterech konkursów indywidualnych. Rozpoczął się 31 sierpnia 2005 roku w Berchtesgaden, a zakończył 4 września 2005 w Steinbach. Tytułu sprzed roku bronił Amerykanin Todd Lodwick. Zwycięzcą tej edycji został Austriak Christoph Bieler.

## Kalendarz i wyniki
| Lp | Data             | Miejscowość   | Konkurencja           | 1 miejsce   | 2 miejsce | 3 miejsce  |
| -- | ---------------- | ------------- | --------------------- | ----------- | --------- | ---------- |
| 1. | 31 sierpnia 2005 | Berchtesgaden | Gundersen HS100/15 km | F. Gottwald | M. Gruber | P. Tande   |
| 2. | 2 września 2005  | Bischofshofen | Gundersen HS140/15 km | C. Bieler   | M. Gruber | P. Tande   |
| 3. | 3 września 2005  | Steinbach     | HS140/10 km masowy    | G. Hettich  | M. Gruber | P. Tande   |
| 4. | 4 września 2005  | Steinbach     | Sprint HS140/7,5 km   | C. Bieler   | P. Tande  | T. Lodwick |

## Klasyfikacja końcowa
| Miejsce | Zawodnik            | Punkty |
| ------- | ------------------- | ------ |
| 1.      | Christoph Bieler    | 281    |
| 2.      | Michael Gruber      | 269    |
| 3.      | Petter Tande        | 260    |
| 4.      | Felix Gottwald      | 198    |
| 5.      | Jens Gaiser         | 181    |
| 6.      | Todd Lodwick        | 165    |
| 7.      | Jason Lamy Chappuis | 124    |
| 8.      | Matthias Menz       | 93     |
| 9.      | Marcel Höhlig       | 85     |
| 10.     | Magnus Moan         | 81     |